# 레몬에이드 죠
레몬에이드 죠(Limonádovy Joe aneb Konska opera, Lemonade Joe)는 체코(구 체코슬로바키아)에서 제작된 올드리치 립스키 감독의 1964년 모험, 코미디 영화이다. 카엘 피알라 등이 주연으로 출연하였다.

## 출연

### 주연
- 카엘 피알라
- 루돌프 데일
- 밀로시 코페츠키

### 조연
- 크베타 피알로바

## 같이 보기
- 수정주의 서부극
- 제37회 아카데미상 외국어영화상 출품작 목록